# ژوزف کوکسار
ژوزف کوکسار (فرانسوی: Joseph Kaucsar‎; ۲۰ سپتامبر ۱۹۰۴ – ۱۹۸۶) بازیکن فوتبال اهل فرانسه بود.
از باشگاه‌هایی که در آن بازی کرده‌است می‌توان به باشگاه فوتبال مون‌پلیه اشاره کرد.
وی همچنین در تیم ملی فوتبال فرانسه بازی کرده‌است.